# Phyllocnistis valentinensis
Geel-slakkenspoormot (Phyllocnistis valentinensis) is een vlinder uit de familie mineermotten (Gracillariidae). De wetenschappelijke naam is voor het eerst geldig gepubliceerd in 1936 door M. Hering.

## Kenmerken
De rupsen voeden zich met Salix alba en Salix triandra. De mijn blijft op een helft van het blad.

## Verspreiding
De soort komt voor in Europa.